# جورج غري بارنارد
جورج غري بارنارد (بالإنجليزية: George Grey Barnard)‏ هو نحات أمريكي، ولد في 24 مايو 1863 في بنسيلفانيا في الولايات المتحدة، وتوفي في 24 أبريل 1938 في نيويورك في الولايات المتحدة بسبب نوبة قلبية.

## وصلات خارجية
- جورج غري بارنارد على موقع الموسوعة البريطانية (الإنجليزية)